# MyZeil

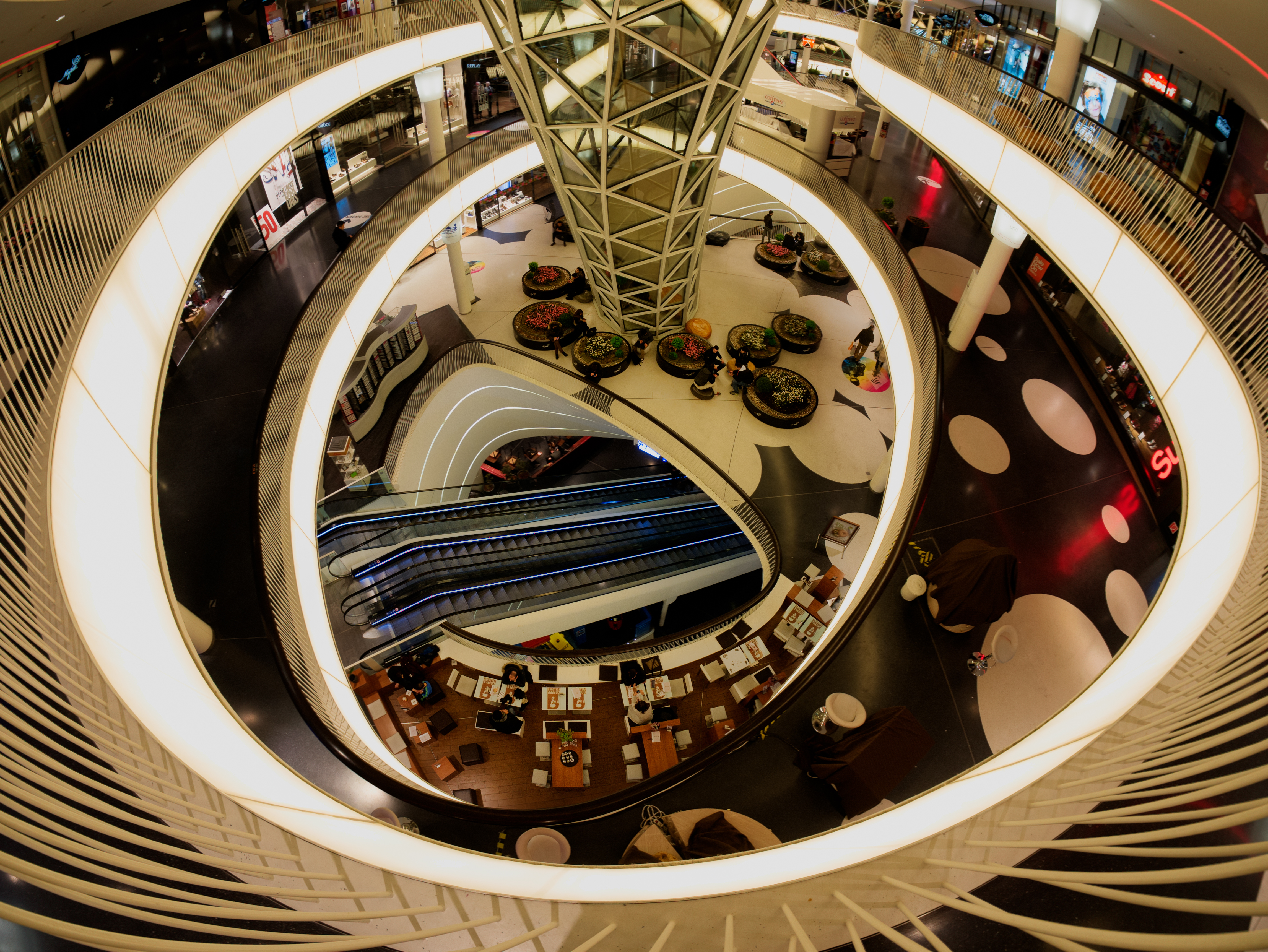
Vista dell'interno dell'edificio

Il MyZeil è un centro commerciale situato nel centro di Francoforte sul Meno. L'edificio fa parte di un complesso chiamato PalaisQuartier, che si trova all'ingresso della Zeil, la principale via commerciale di Francoforte. È stato ufficialmente inaugurato il 26 febbraio 2009 dal sindaco di Francoforte Petra Roth. L'edificio è stato progettato da Massimiliano Fuksas.